# Nestlé
Nestlé S.A. é uma empresa transnacional suíça do setor de alimentos e bebidas, com sede em Vevey, Vaud, na Suíça. Foi considerada a maior empresa de alimentos do mundo, medida por receitas e por outras métricas, nos anos de 2014, 2015 e 2016. Ela foi classificada no 72º lugar na Fortune Global 500 em 2014 e na 33ª posição na edição 2016 da Forbes Global 2000, na lista das maiores empresas de capital aberto do mundo.
Os produtos da Nestlé incluem alimentos para bebês, alimentos médicos, água engarrafada, cereais matinais, café e chá, produtos de confeitaria, produtos lácteos, sorvetes, alimentos congelados, alimentos para animais de estimação e lanches. Vinte e nove das marcas da Nestlé têm vendas anuais de mais de 1 bilhão de francos suíços (cerca de 1,1 bilhão de dólares), como Nespresso, Nescafé, Kit Kat, Smarties, Nesquik, Stouffer's, Vittel, Garoto e Maggi. A Nestlé possui 447 fábricas, opera em 194 países e emprega cerca de 339 mil pessoas. É um dos principais acionistas da L'Oréal, a maior empresa de cosméticos do mundo.
A empresa foi formada em 1905 pela fusão da Anglo-Swiss Milk Company, fundada em 1866 pelos irmãos George Page e Charles Page, e Henri Nestlé (nascido Heinrich Nestlé). A empresa cresceu significativamente durante a Primeira Guerra Mundial e novamente após a Segunda Guerra Mundial, expandindo suas ofertas além de seus primeiros produtos de leite condensado e fórmula infantil. A empresa fez várias aquisições corporativas, incluindo a Crosse & Blackwell, em 1950, Findus, em 1963, Libby, em 1971, Rowntrees, em 1988, e Gerber, em 2007.
No Brasil atua desde 1876, inicialmente com a comercialização da Farinha Láctea importada. Consolidou-se no país em 1921, com a instalação de sua primeira fábrica, em Araras (São Paulo), para a produção do leite condensado Milkmaid, que mais tarde receberia o nome Leite Moça. Atualmente, o CEO da empresa no país é o Marcelo Melchior. 

## História

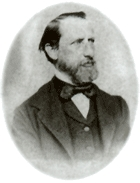
Henri Nestlé, suíço fundador da Nestlé e um dos principais criadores do leite condensado.

A história da Nestlé começou na Suíça, em 1866, quando os americanos Charles e George Page fundaram em Cham, a Anglo-Swiss Condensed Milk Company, fabricante do leite condensado Milkmaid, futuramente conhecido no Brasil, como Leite Moça.
Em 1867, Henri Nestlé lançou a Farinha Láctea, um alimento especial para crianças, à base de cereais e leite. A partir dessa iniciativa, ocorrida na cidade de Vevey na Suíça, a Nestlé se tornou uma empresa mundial de alimentos e nutrição. Atua em doze segmentos de mercado: leites, cafés, culinários, achocolatado em pó, cereais, biscoitos, nutrição, chocolates, refrigerados, sorvetes, food services e pet care.
O farmacêutico alemão Henri Nestlé ansiava solucionar o problema da desnutrição infantil da época. Então, investiu seus recursos na busca de uma formulação que reunisse alimentos básicos (leite, açúcar e farinha de trigo) e experimentou inúmeras composições. Objetivava a criação de uma farinha infantil que, preparada com água pura e quente, resultasse em um alimento saboroso e de alto valor nutritivo. Em 1905, a Anglo-Swiss Condensed Milk Co. e a Nestlé se fundiram, dando origem a Nestlé and Anglo-Swiss Condensed Milk Company.
Voltada essencialmente para a nutrição humana, a Nestlé diversificou suas atividades a partir da década de 1970, passando também a atuar nos segmentos farmacêutico (Alcon), cosmético (a exemplo da L'Oréal) e de alimentos para animais de estimação (Friskies Alpo e Raston Purina).
Recentemente, a Nestlé admitiu seu envolvimento com o regime nazista durante a 2ª Guerra Mundial - utilizando mão-de-obra forçada em sua subsidiária alemã, segundo o historiador suíço Jean François Bergier - e depositou US$ 14,5 milhões em favor do fundo das vítimas de trabalho escravo.

## Lusofonia

### Brasil

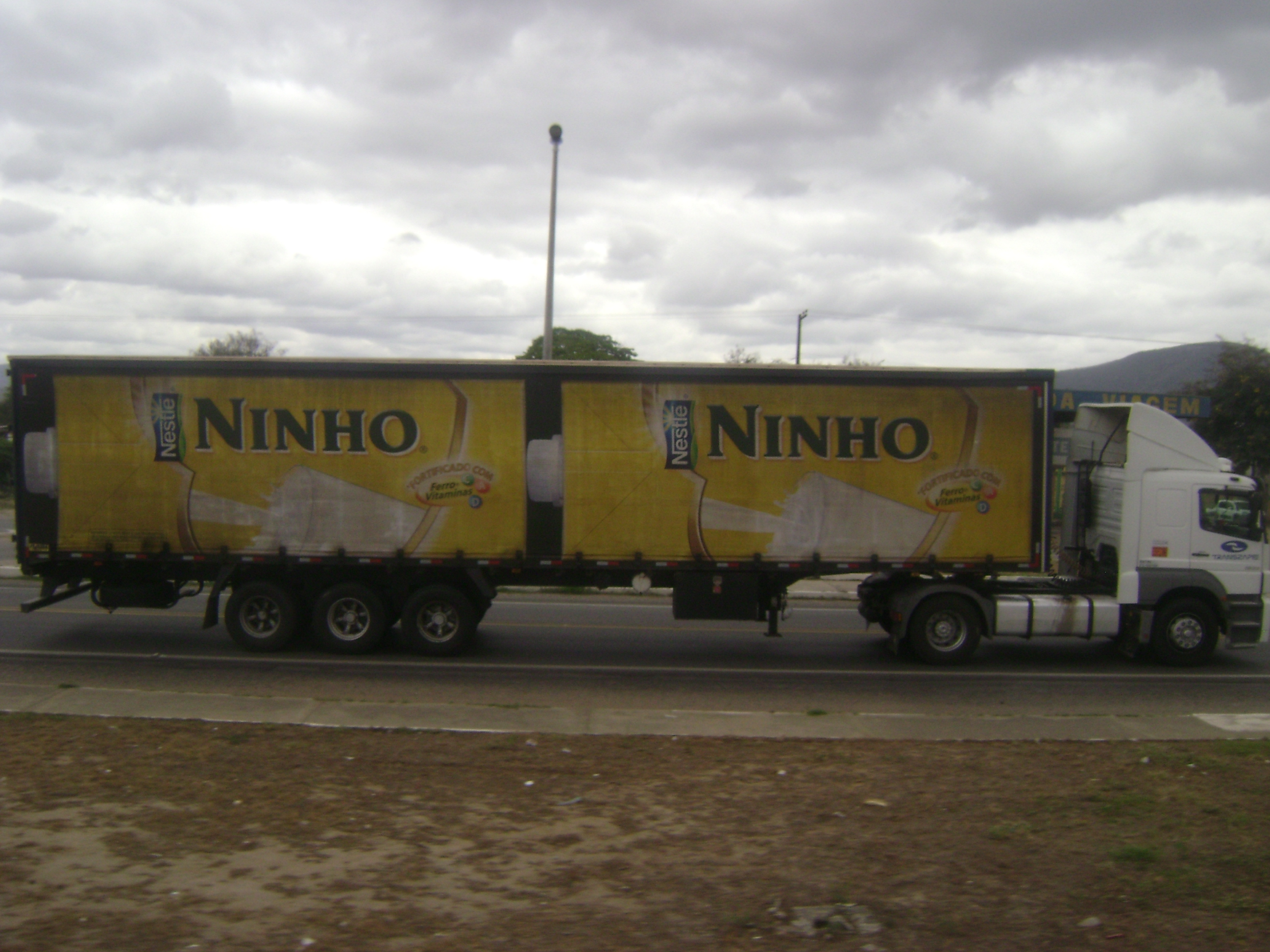
Caminhão do Leite Ninho a transitar em Jequié, Bahia.

Os primeiros registros da presença da Nestlé no Brasil datam de 1876. Um anúncio no jornal A Província de São Paulo informava sobre a importação e comercialização da Farinha Láctea Nestlé.
Em 1921, a empresa iniciou sua produção no Brasil, em Araras (SP). O leite condensado Moça foi o primeiro produto da empresa a ser fabricado no Brasil. Com o seu sucesso, vários outros produtos foram lançados e, atualmente, são comercializados no território brasileiro mais de mil itens sob a chancela da Nestlé. O Leite Moça ainda é o que detém maior volume de vendas.
A Nestlé Brasil, além de produtos para alimentação e nutrição humana, produz alimentos para animais de estimação.
Possui 57 marcas próprias no mercado nacional, sendo que mantém 16 outras marcas autorizadas à comercialização.

### Portugal
Em 1923 ocorreu a Fundação da Sociedade de Produtos Lácteos, Lda., tendo como principal sócio o Prof. Egas Moniz. Nasce assim em Avanca, concelho de Estarreja, no distrito de Aveiro, a primeira fábrica portuguesa de leite em pó simples, que será o embrião do que é hoje a Nestlé Portugal. Dez anos mais tarde, a Sociedade de Produtos Lácteos obtém o exclusivo da fabricação e venda dos produtos Nestlé. Dá-se assim início ao crescimento da empresa em Portugal. Nas décadas de 40 e 50 inicia-se a comercialização dos produtos Maggi e Nescafé. 1968 é o ano da fundação da Prolacto Lacticínios de São Miguel (Açores).
Em 1973, a Sociedade de Produtos Lácteos passa a designar-se Nestlé Produtos Alimentares, SARL. Um ano mais tarde, a fábrica situada em Avanca inicia o fabrico de Nescafé. Quatro anos mais tarde o fabrico de produtos culinários é igualmente adicionado ao portfólio da Nestlé de Avanca. 1984 é o ano em que a Nestlé adquire a fábrica de chocolates Rajá.
1985: Início do fabrico do Chocolate Nestlé na unidade da Rajá. Aquisição da Tofa – Torrefacção de Portugal, SARL.
1986: Início da fabricação dos Cereais de Pequeno - Almoço na fábrica de Avanca. Alteração da designação social para Nestlé Portugal, S.A..
1987: Aquisição da empresa Casa Christina – Torrefações. Aquisição da empresa SICAL – Torrefações.
1990: Aquisição de uma participação na Sociedade de Águas de Pisões – Moura S.A.
1993: Aquisição da empresa Longa Vida (iogurtes e sobremesas lácteas) e da Buondi (café torrado).
1994: Lançamento do Nestea. Inauguração da nova sede da Nestlé Portugal em Linda-a-Velha, no concelho de Oeiras.
2001: Lançamento da Nestlé Aquarel (água).
2002: A Sociedade de Águas de Pisões – Moura S.A. muda a sua designação social para Nestlé Waters Portugal S.A. Criação do negócio Nestlé Purina PetCare em Portugal.
2003: Incorporação da Nestlé SGPS na Nestlé Portugal S.A. Celebração dos 80 anos da Nestlé em Portugal. Visita do Presidente da República Portuguesa, Dr. Jorge Sampaio, à fábrica da Nestlé em Avanca. Em função da aquisição internacional do Grupo Powwow, integração no Grupo Nestlé em Portugal da empresa Selda – Comércio e Representações, Lda. Lançamento do negócio Nespresso em Portugal.
2005: A Selda – Comércio e Representações, Lda. altera a sua denominação para Nestlé Waters Direct Portugal – Comércio e Distribuição de Produtos Alimentares, S.A.
2006: Constituição da joint-venture Lactalis Nestlé Produits Frais para o negócio de iogurtes e sobremesas lácteas na Europa. Em Portugal, este negócio é gerido pela Sociedade Longa Vida – Indústrias Lácteas, S.A. que passa a integrar a joint-venture Lactalis Nestlé Produits Frais.
Atualmente, a Nestlé é reconhecida pela Brand Finance como a marca alimentar mais valiosa do mundo.

## Gestão

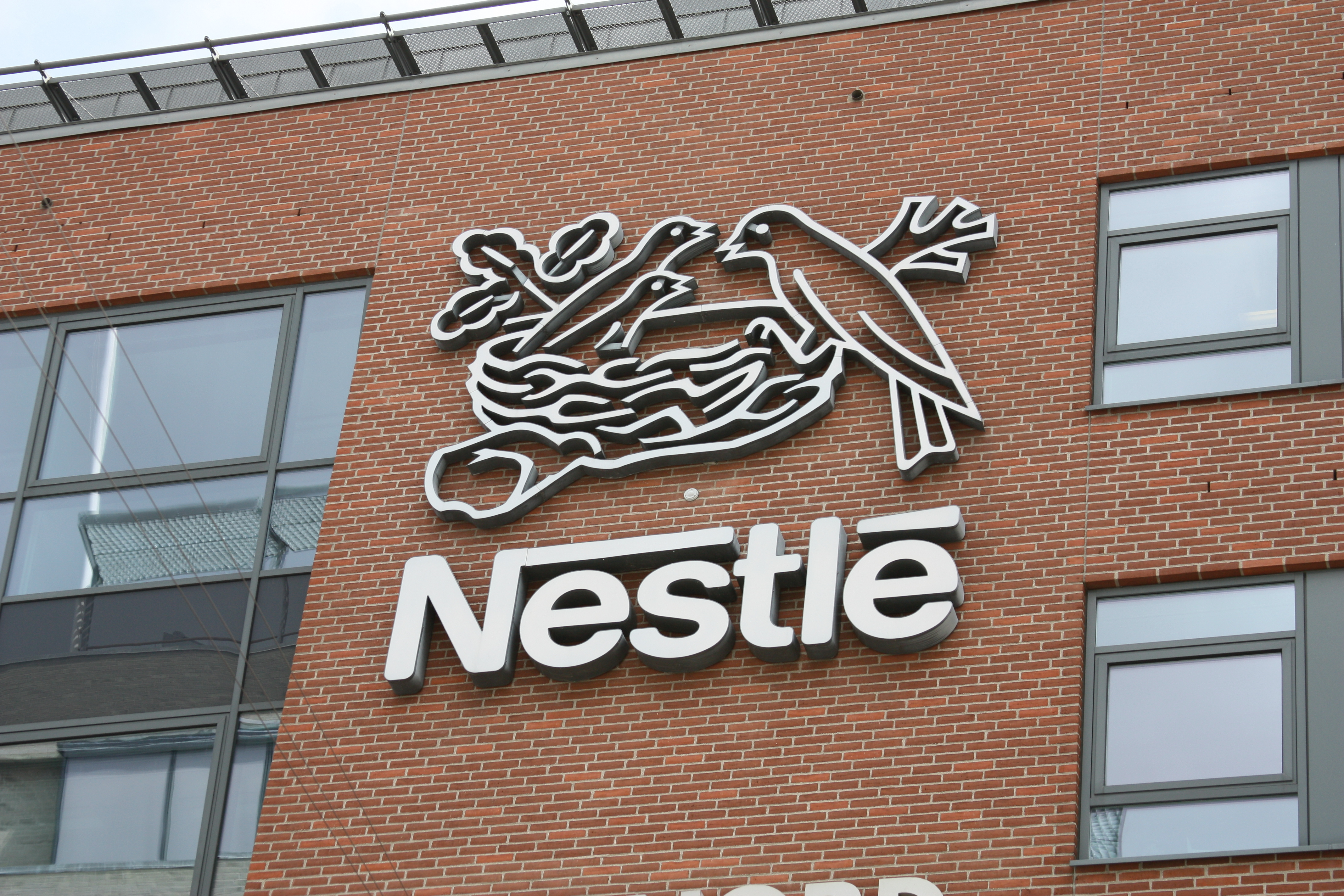
Fábrica da empresa em Copenhague, Dinamarca

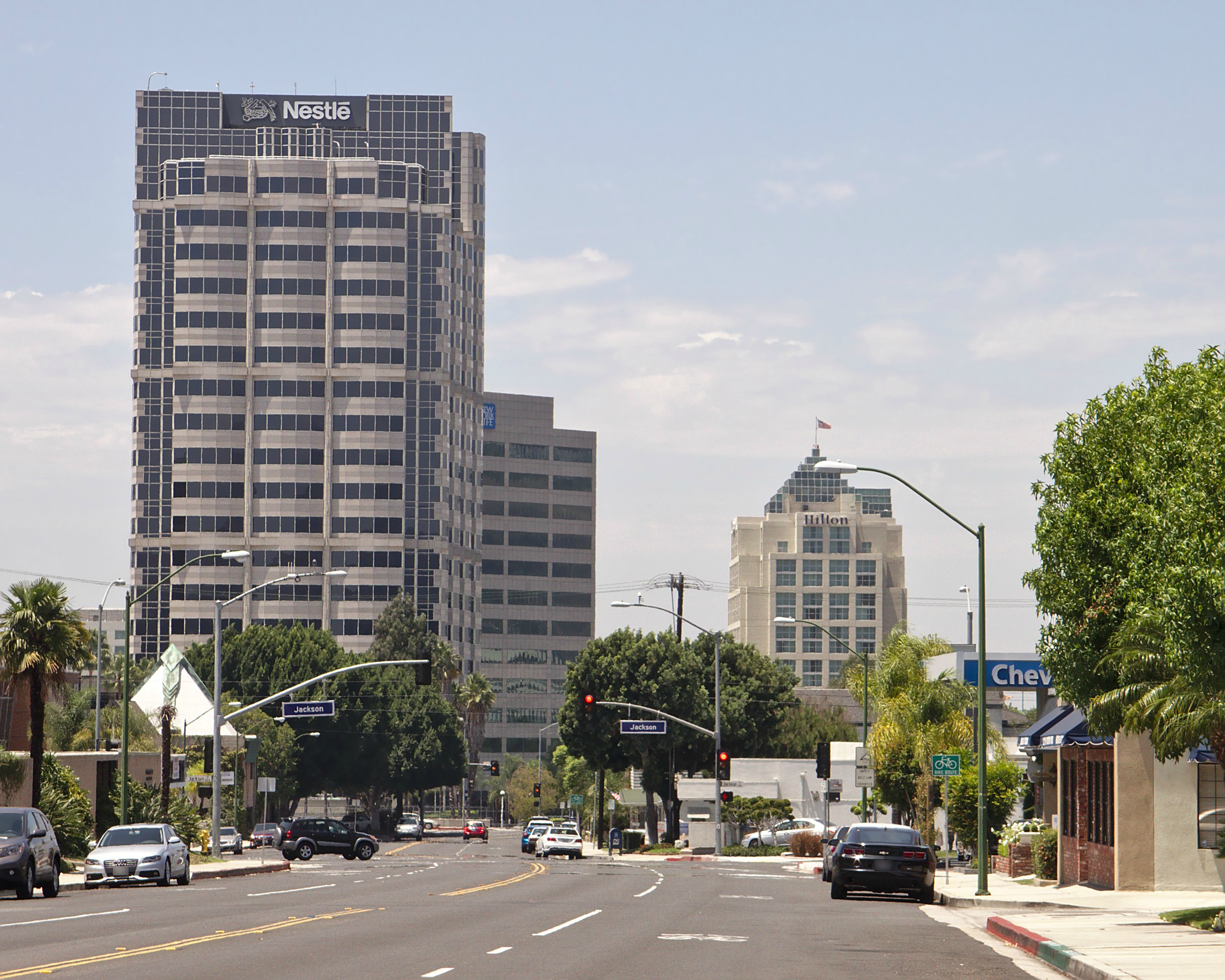
Prédio da Nestlé em Glendale, Califórnia

- Peter Brabeck-Letmathe, presidente do Conselho de Administração, a Nestlé SA.
- Paul Bulcke, CEO da Nestlé SA.
- Werner Bauer, vice-presidente executivo, a Nestlé SA, Diretor de Tecnologia, Chefe de Inovação, Tecnologia, Pesquisa & Desenvolvimento.
- Friz van Dijk, vice-presidente executivo, a Nestlé SA Ásia, Oceania, África, Oriente Médio.
- Chris Johnson, vice-presidente executivo, a Nestlé SA Estados Unidos da América, Canadá, América Latina, Caribe.
- Jose Lopez, vice-presidente executivo de Operações da Nestlé SA, GLOBO.
- John J. Harris, vice-presidente executivo, a Nestlé SA Chairman & CEO da Nestlé Waters.
- Nandu Nandkishore, vice-presidente executivo, a Nestlé SA CEO da Nestlé Nutrition.
- Martin Huber, vice-presidente executivo, a Nestlé SA Finanças e Controle, Legal, IP, Impostos, Serviços Globais de Negócios da Nestlé.
- Laurent Freixe, vice-presidente executivo, a Nestlé SA Europa.
- Petraea Heynike, vice-presidente executivo da Nestlé SA Unidades Estratégicas de Negócios, Marketing, Vendas e Nespresso.
- Marc Caira, Vice-Vice-Presidente Executivo, a Nestlé SA Chefe de Divisão de Negócios da Nestlé Professional Estratégico.
- Jean-Marc Duvoisin, Vice-Vice-Presidente Executivo da Nestlé SA Chefe de Recursos Humanos e Administração Centro.
- David P. Frick, vice-presidente sênior e ex officio Membro do Conselho Executivo.

De acordo com uma pesquisa realizada em 2006 global de consumidores on-line pelo Reputation Institute , a Nestlé tem uma pontuação de reputação de 70,4 em uma escala de 1-100.

### Ganhos
A Nestlé é a maior empresa de alimentos no mundo, com uma capitalização de mercado de cerca de 191.000 milhões de francos suíços, o que é mais de 200 bilhões de dólares.
- Vendas por discriminação atividade:

- 27% das bebidas.
- 26% de produtos lácteos e alimentos.
- 18% de pré-preparados pratos e pratos prontos a comer.
- 12% do chocolate.
- 11% de produtos para animais.
- 6% a partir de farmacêuticas produtos.
- 2% de leites infantis.
- Vendas por discriminação área geográfica:

- 20% da Europa
- 61% de Américas (26% a partir de EUA)
- 16% da Ásia
- 21% do resto do mundo.

## Controvérsias

### Formação de cartel
Em 2024 a Nestlé do Brasil foi acusada de causar desordem econômica por formação de cartel junto a outras 32 multinacionais. A empresa possuía um esquema de compartilhamento de dados para reduzir os salários em todo o mercado.

### Maquiagem de produtos
A Nestlé do Brasil pratica de forma contínua a chamada maquiagem de produtos, que é a redução do volume de suas mercadorias. Como exemplo temos o chocolate em barra, que foi perdendo volume de forma paulatina, passando dos 200 gramas originais para 100 gramas (-50%) em 2017 (antes foi reduzida para 190 gramas, 180 gramas, 150 gramas e 125 gramas e, mais recentemente, 98 gramas)  biscoitos, que de 200 gramas passaram a ter 140 gramas, pote de sorvetes, que perdeu 1/4 do volume ao ter sua embalagem reduzida de 2 litros para 1,5 litros, além de inúmeros outros produtos.
A maior parte da linha produzida pela empresa passa constantemente por essa maquiagem. As alterações são feitas em conformidade com a lei de defesa do consumidor, que exige a informação da redução na embalagem de "forma clara, precisa, ostensiva e em língua portuguesa", além da quantidade anterior, quantidade atual e valores absolutos e percentuais que foram suprimidos.
Na década de 2000, a fórmula dos chocolate foi alterada, reduzindo-se o percentual de cacau para 25%, supostamente por conta das pragas que assolaram as plantações de cacau, porém não retornando à fórmula anterior.

### Fórmula
Uma das controvérsias mais importantes envolvendo a Nestlé diz respeito à promoção do uso de fórmula infantil para as mães de todo o mundo, incluindo países em desenvolvimento - uma questão que atraiu atenção significativa em 1977, como resultado do boicote da Nestlé, que ainda está em curso. Nestlé continua a atrair críticas de que está em violação de um código de 1981 da Organização Mundial de Saúde que regulamenta a publicidade de substitutos do leite materno. Grupos como a International Baby Food Action Network (IBFAN) e Save the Children afirmam que a promoção de fórmulas infantis sobre aleitamento materno levou a problemas de saúde e mortes entre crianças em países menos desenvolvidos economicamente. A política da Nestlé afirma que o leite materno é o melhor alimento para bebês, e que as mulheres que não podem ou optam por não amamentar precisam de uma alternativa para garantir que seus bebês estão recebendo a nutrição que precisam.

### Dívida da Etiópia
Em 2002, a Nestlé exigiu que a nação Etiópia pagasse uma dívida de U$ 6 milhões com a empresa. Na época o país estava sofrendo com uma grande fome, a empresa recuou de sua demanda mas depois de mais de 8.500 reclamações recebidas via e-mail para a empresa sobre o seu tratamento para com o governo etíope. A empresa concordou em voltar a investir todo o dinheiro que recebeu com o país.

### Fazendas do Zimbabwe
No final de setembro de 2009, foi trazido à luz que a Nestlé foi a compra de leite das fazendas ilegais atualmente operadas por Robert Mugabe, cônjuge a Grace Mugabe. Mugabe e seu regime estão atualmente sujeitos a sanções da União Europeia. Nestlé depois parou de comprar o leite das fazendas leiteiras em questão.

### E. Coli
Em junho de 2009, um surto de E. coli O157: H7 foi ligada à Nestlé refrigerando massas de biscoitos originários de uma planta em Danville, Virginia. Nos EUA, causou doença em pelo menos 69 pessoas em 29 estados, metade dos quais precisaram ser hospitalizados. Após o surto, a Nestlé o recall voluntário de 30.000 casos da massa de biscoito.

### Trabalho infantil
O documentário 2010 The Dark Side of Chocolate alega que as compras da Nestlé grãos de cacau de plantações da Costa do Marfim que usam trabalho escravo infantil. As crianças são geralmente de 12 a 15 anos de idade, e alguns são traficadas de países vizinhos. As primeiras alegações de que a escravidão infantil é utilizado na produção de cacau apareceu em 1998. No final de 2000, um documentário da BBC relataram o uso de crianças escravas na produção de cacau na África Ocidental. Outros meios de comunicação seguiram, relatando generalização de crianças escravas e tráfico de crianças na produção de cacau. Em setembro de 2001, Alford Bradley, presidente e CEO da Nestlé e EUA, assinaram o Protocolo Harkin-Engel (comumente chamado de Protocolo do Cacau), um acordo internacional que visa a erradicação do trabalho infantil na produção de cacau. Em 2005, após a indústria do cacau não tinha conhecido o Harkin-Engel prazo protocolo para certificação das piores formas de trabalho infantil (de acordo com a Organização Internacional do Trabalho da Convenção 182) havia sido eliminado da produção de cacau, a Organização Internacional do Trabalho Fundo de Direitos apresentou uma ação judicial em 2005, sob a Alien Tort Claims Act contra a Nestlé e outras em nome dos três filhos do Mali. A ação alegou às crianças que foram traficadas para a Costa do Marfim, forçadas à escravidão e experiências de espancamentos frequentes em uma plantação de cacau. Em setembro de 2010, o EUA Tribunal do Distrito Central da Califórnia, determinou que a corporação não pode ser considerada responsável por violações do direito internacional e encerrou o processo. O caso foi objecto de recurso para o Tribunal de Apelação dos EUA. A 2009 operação policial conjunta realizada pela Interpool e agentes de aplicação da lei de Costa do Marfim resultou no resgate de 54 crianças e a prisão de oito pessoas envolvidas no recrutamento ilegal de crianças.